# Johann Wilhelm Cordes

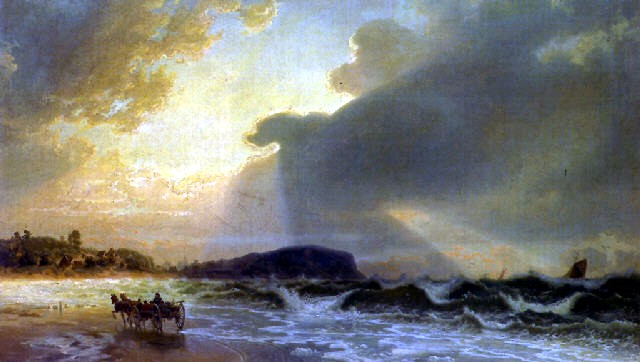
Spiaggia sul Mar Baltico

Johann Wilhelm Cordes (Lubecca, 14 marzo 1824 – Lubecca, 16 agosto 1869) è stato un pittore tedesco paesaggista.

## Biografia
Veniva da una famiglia di mercanti e aveva la sua istruzione primaria al Katharineum. In origine era apprendista presso un'azienda commerciale, ma presto sviluppò l'interesse a diventare un pittore. Si iscrisse all'Accademia di Belle Arti di Praga poi, nel 1842, si trasferì alla Kunstakademie, dove studiò con Carl Friedrich Lessing e Johann Wilhelm Schirmer. Sono seguite lezioni private a Francoforte con Jakob Becker. Nel 1848 divenne volontario nell'esercito dello Schleswig-Holstein e prestò servizio nella prima guerra dello Schleswig.
Si specializzò poi in paesaggi realistici, dipinti durante i suoi viaggi. Dal 1851 al 1854 fece diversi viaggi in Scandinavia con Hans Fredrik Gude, un amico di Düsseldorf. Ha anche creato scene costiere con staffage.

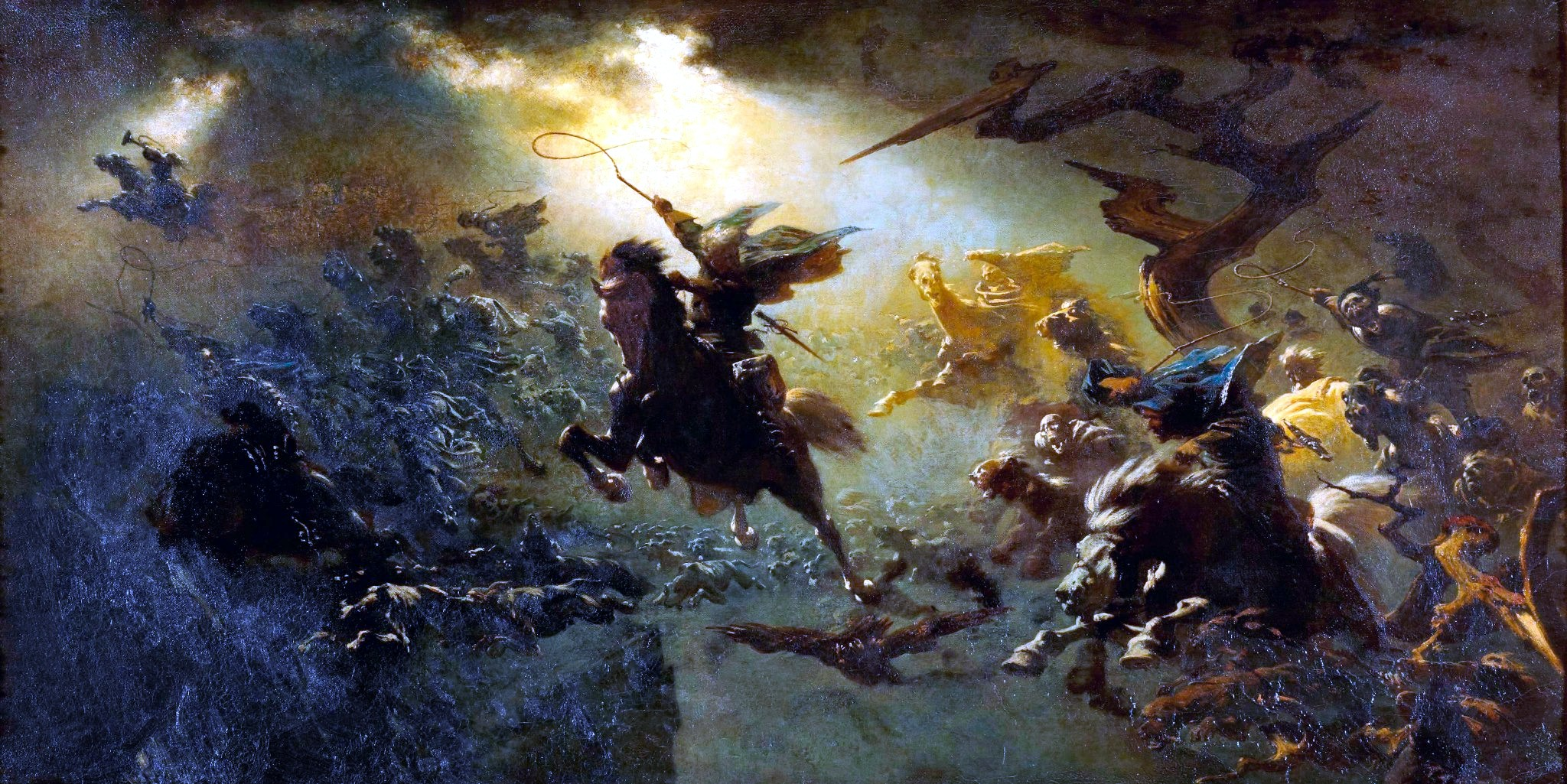
La caccia selvaggia (incompiuto)

Nel 1856 tornò a Lubecca e, tre anni dopo, su richiesta del Granduca Carl Alexander, si trasferì a Weimar. Questo è stato il suo periodo più produttivo. Fu nominato professore alla Scuola d'arte granducale sassone di Weimar e, nel 1862, fu insignito dell'Ordine del falco bianco.
Nel 1866, durante la guerra austro-prussiana, prese parte ad alcune manovre militari e ritornò malato. Cercò guarigione alle terme di Travemünde, ma morì nel 1869 a casa di un amico. Non si è mai sposato e non ha avuto figli, quindi la sua proprietà è passata a suo fratello, Emil, che ha donato i restanti dipinti al museo Behnhaus.